# Berufsausbildung im Elsass
Im Reichsland Elsaß-Lothringen (1871–1918) wurde die deutsche Berufsausbildung eingeführt, die sich in vielem von der französischen unterschied. Auch nach 1918 blieben viele Besonderheiten erhalten, manche bis zur Gegenwart.

## Geschichte
In den 1890er Jahren wurde im Deutschen Reich die Berufsausbildung reformiert und wurde zu dem, was man heute das Duale System nennt. Der größte Fortschritt lag darin, dass die Ausbildung aus dem Handwerk auf die Industrie übertragen und angepasst wurde. Dadurch konnten sich Industriearbeiter qualifizieren, und der Industrie standen gut ausgebildete Arbeiter zur Verfügung. Dieses System wurde auch in Elsass-Lothringen eingeführt. Auch nach der Rückkehr zu Frankreich behielt das Elsass dieses System großteils bei, es entstanden die Chambres de Métiers d’Alsace (Handwerkskammer im Elsass). Im Rest Frankreichs gab es nur die handwerkliche Ausbildung und die Ausbildung an Schulen und Universitäten. Eine der Auswirkungen des Elsässer Wegs war, dass die Jugendarbeitslosigkeit geringer war als im Rest Frankreichs.

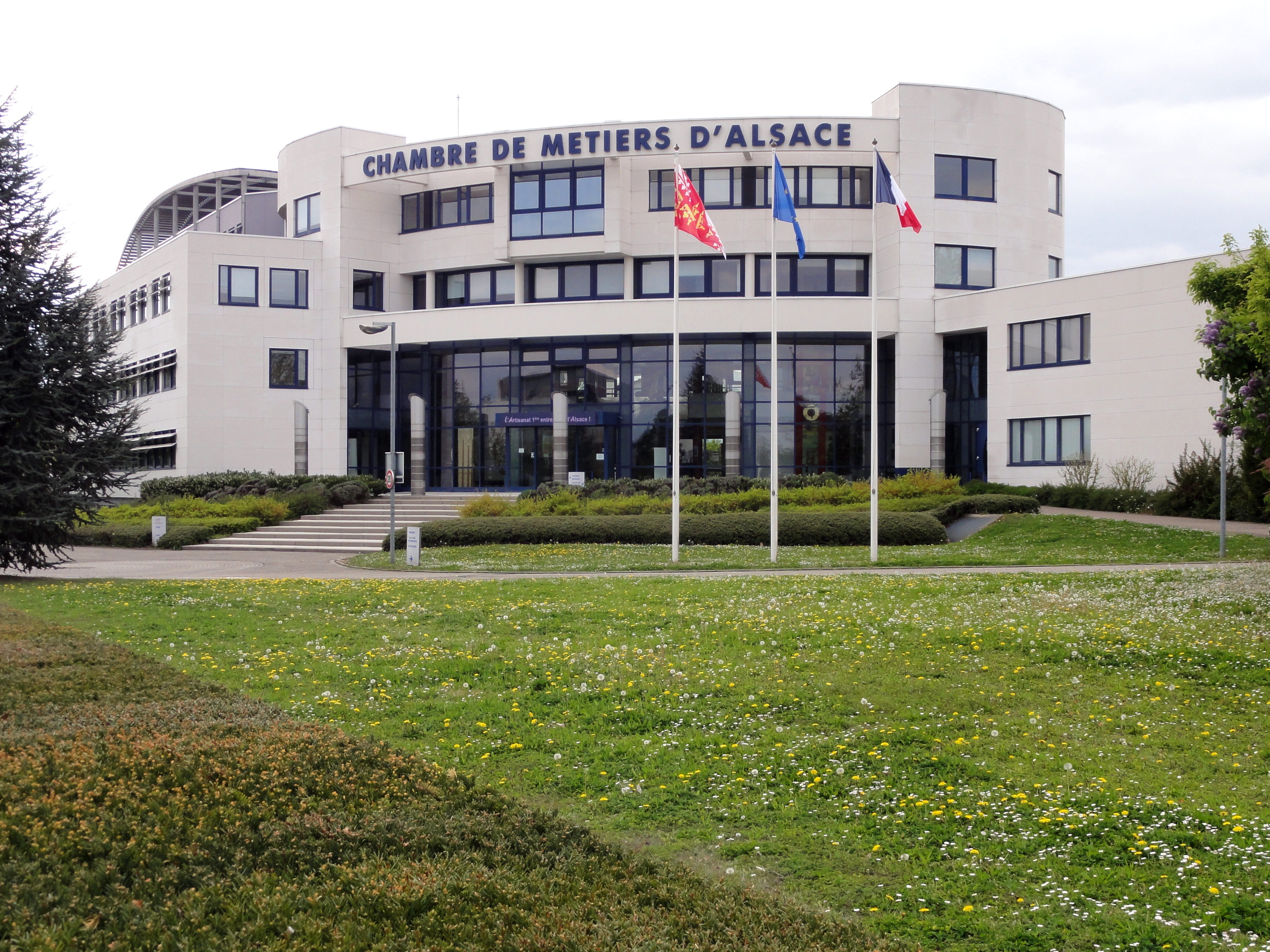
Chambre de Métiers Schiltigheim

### Das französische Ausbildungssystem
Das französische System beruht vor allem auf der Elitenbildung: Die Grandes écoles stehen an der Spitze und bilden die Führung von Staat und Wirtschaft aus. Die Universitäten waren weniger angesehen, besonders die 2-jährigen Kurzstudiengänge der Lycée professionnel (Fachoberschule) mit dem brevet de technicien supérieur assistant technique d’ingénieur (Technikerdiplom) wurden in der Wirtschaft wenig geschätzt. In der Industrie arbeiteten viele ouvriers spécialisés (angelernte Arbeiter) und wenige ouvriers qualifiés (Facharbeiter).
Ab den 1970er Jahren kam dieses System an seine Grenzen, als mehr als 80 % eines Jahrgangs Abitur (baccalaureat) machten und studieren wollten. Die Anzahl der Schul- und Studien-Abbrecher stieg stark an. Die Absolventen fanden keine adäquaten Stellen. Die Regierung untersuchte das Ausbildungssystem in anderen Ländern und kam zu dem Schluss, dass das deutsche System Vorteile, besonders für die berufliche Ausbildung, bot. Auch das Elsässer Beispiel zeigte, dass eine gute berufliche Ausbildung für Schüler und Wirtschaft vorteilhaft ist. Seit den 2000er Jahren wird auch in Frankreich die Duale Ausbildung (apprentissage) gefördert. Von 2018 bis 2021 stieg die Zahl der Ausbildungsverträge in Frankreich von 320.000 auf 730.000.